# Piramide di Amenemhat III
Il complesso piramidale di Amenemhat III di Dahshur, (in arabo  دهشور ‎?, Dahshūr),  il cui antico nome era "Amenemhat è potente" è l'insieme degli edifici funerari dedicati al culto di questo sovrano, i cui cartigli sono stati ritrovati negli appartamenti e nel tempio funerario.
Il complesso è più conosciuto con il nome generico di piramide nera e deve questo appellativo alla presenza di basalto nel nucleo molto scuro ed al pyramidion in diorite grigia.
Anche Amenemhat III, come Snefru molto prima di lui, si costruì due grandi complessi piramidali che lasciano dedurre un regno lungo e florido ed il secondo complesso piramidale, edificato ad Hawara, servì come modello nell'edificazione delle ultime piramidi egizie, durante la XIII dinastia.
Il complesso di Dahshur, orientato canonicamente in direzione est-ovest come nei complessi della IV dinastia, fu iniziato da Amenemhat III nel suo secondo anno di regno, come si rileva da un'incisione, e terminato in 15 anni circa.
Non è stato possibile attribuire ad Amenemhat III i resti di una mummia riccamente decorata, ritrovati nella piramide di Dahshur da parte di Dieter Arnold e Rainer Stadelmann. Inoltre, la carenza di sbarramenti interni lascia dedurre che questa piramide in realtà fosse un cenotafio e che il sovrano venne seppellito altrove.

## Vista d'insieme

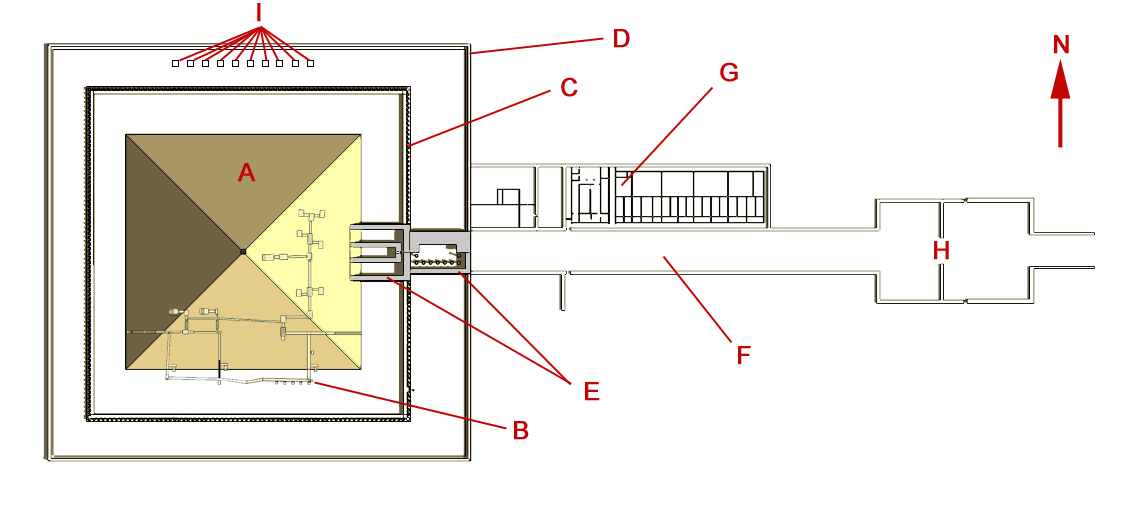
Legenda:
A - Piramide
B - Appartamenti funerari
C - Muro interno del peribolo a facciata di palazzo
D - Muro esterno del peribolo
E - Tempio funerario
F - Rampa processionale
G – Edificio a nord destinato ai sacerdoti adibiti al culto
H - Slargo terrazzato su due livelli
I - Sepolture a pozzo di cui la prima a destra era quella di Auibra-Ḥōr e la seconda di Nubhetepti

## La piramide

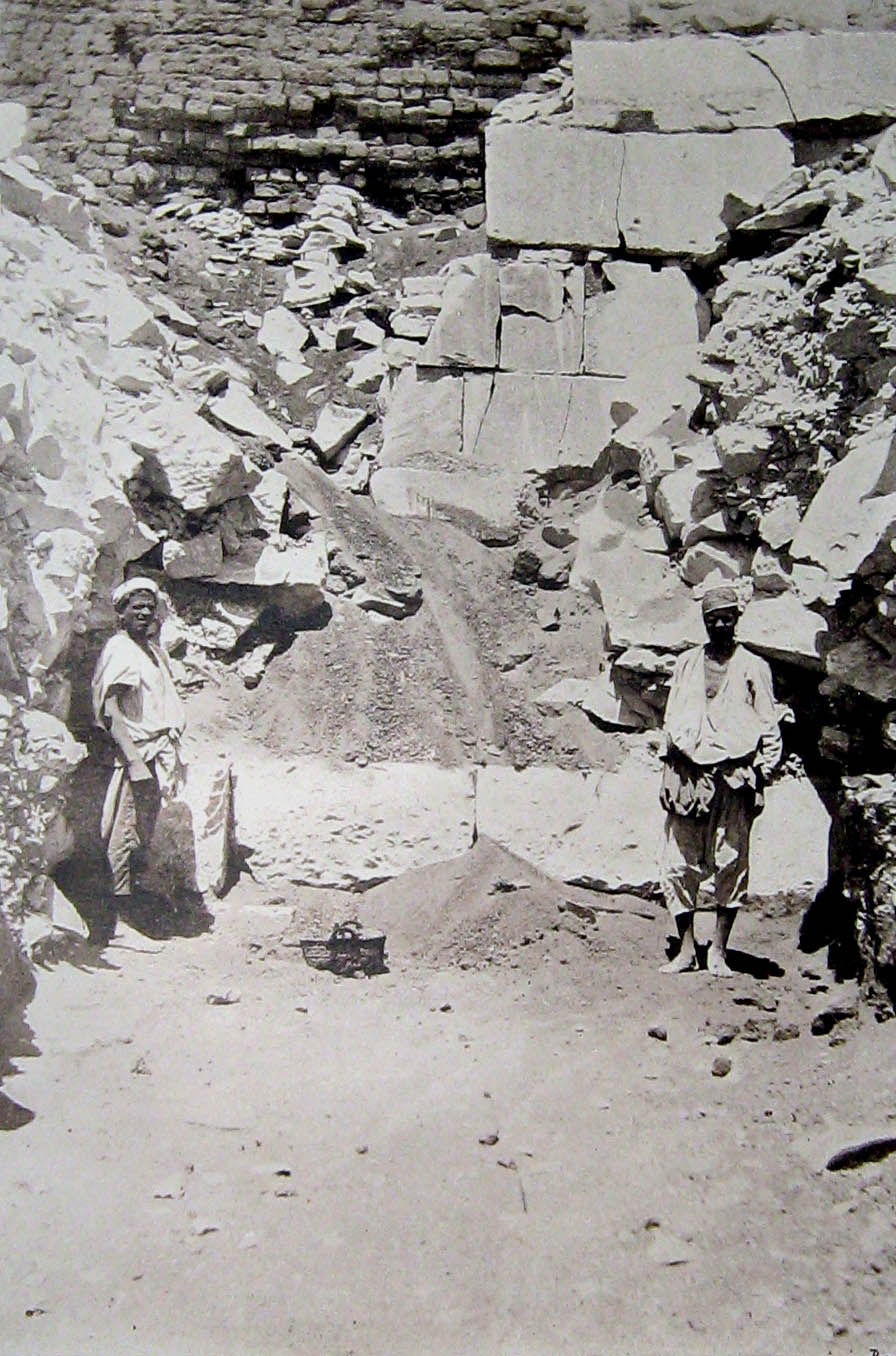
Rivestimento in calcare di Tura

La piramide, già violata nell'antichità, è un modello tipico del tardo Medio Regno costituito da un nucleo compatto di mattoni, realizzati con vegetali e cocci di terracotta dell'Antico Regno, e con copertura in calcare bianco di Tura che creava un notevole effetto cromatico con il pyramidion grigio scuro.

Quest'ultimo, ritrovato nel 1900 da Deis Khalifa e conservato oggi al museo de Il Cairo, è un monolito largo alla base 1,87 ed alto 1,31 metri; dalla decorazione risulta cancellato il nome del dio Amon probabilmente eliminato in epoca amarniana.

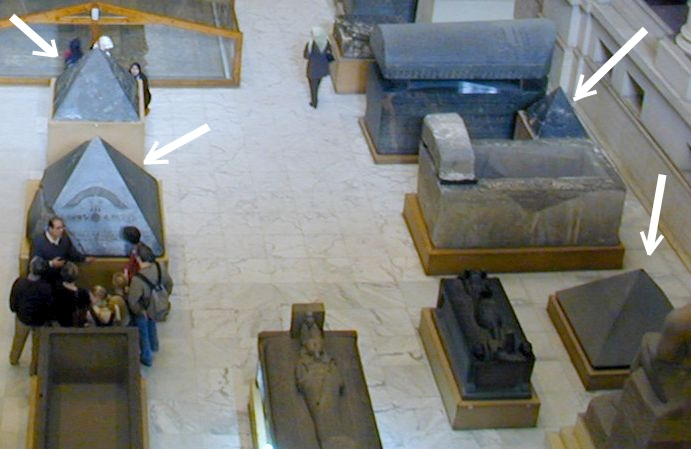
A sinistra il pyramidion di Amenemhat III

I blocchi di rivestimento furono messi in opera su di uno spesso strato di gesso che, asciugandosi, occludeva gli spazi vuoti tra le pietre mentre tra i mattoni, per evitare gli effetti dell'umidità, fu messa della sabbia.
Ma questi accorgimenti non servirono a salvare la piramide: questa infatti venne probabilmente esclusa come ultima dimora regale perché costruita troppo vicina alla valle su un terreno scistoso che non ne resse il peso, causando il collasso dell'intero edificio ancor prima del suo completamento.
Oggi la piramide si presenta come un ammasso informe a causa dell'asportazione del rivestimento e del collasso della struttura.

## Appartamenti funerari
La piramide venne realizzata ineditamente con ben due ingressi scalinati, uno ad est ed uno ad ovest. L'interno è costituito da 24 ambienti più i corridoi con gli appartamenti funerari estesi su una superficie di circa 500 metri quadrati che con il loro tortuoso intrico rappresentano simbolicamente le strade della Duat, il regno dei morti.

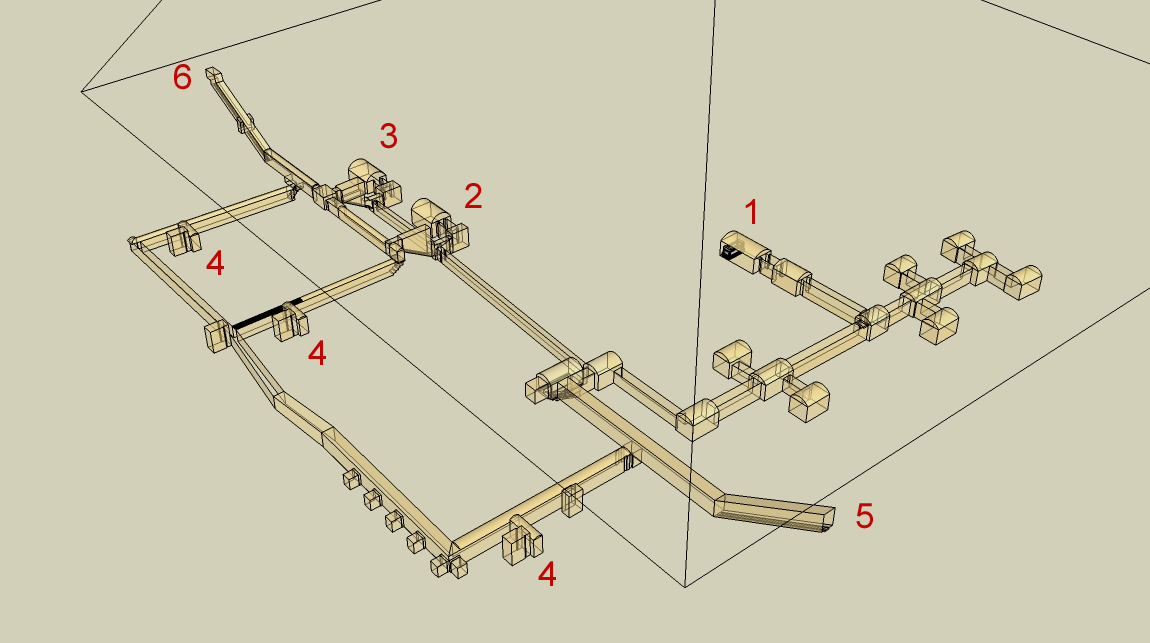
Legenda:
1 - Cripta sepolcrale reale
2 - Cripta sepolcrale della regina ignota
3 - Cripta sepolcrale della regina Khnemet-nefer-hedjet Aat
4 - Cappelle. Nel corridoio rettilineo sono ubicate le 5 nicchie
5 - Entrata orientale
6 - Entrata occidentale

Gli appartamenti funerari possono essere divisi sostanzialmente in tre gruppi:
Il primo appartamento, l'unico completato, era destinato al sovrano e presenta l'ingresso sulla faccia orientale a circa quattro metri sotto il livello del terreno, in modo da poterlo successivamente nascondere con la sabbia del deserto a tumulazione avvenuta, con relativa chiusura della tomba.
Oltre l'ingresso vi è un corridoio scalinato e discendente, interrotto da un sarcofago, che porta a vari locali con rivestimento in bianco calcare, corridoi con soffitti litici e cripte a pseudovolta, di cui una con sarcofago, mentre varie murature servono da sostegno ai soffitti.
Il secondo appartamento con entrata ad ovest era destinato a due delle sue consorti, la regina Khnemet-nefer-hedjet Aat ed una ignota, ed ai familiari come la principessa Sithathor. Anche qui vi è oltre l'ingresso un corridoio scalinato e discendente interrotto da un sarcofago posizionato trasversalmente e destinato ad una principessa. L'appartamento ha l'interno molto rovinato, incompleto con numerose travi a sostegno dei soffitti e con corridoi angusti realizzati in pietra e in mattoni.
Nelle cripte delle regine vi sono due sarcofagi in granito rosa dei quali uno, quello di Khnemet-nefer-hedjet Aat, risulta decorato mentre l'altro, della regina ignota, è privo di lavorazione.
Non può passare inosservata l'evoluzione delle usanze funebri riguardo alle regine: inizialmente, infatti, erano seppellite in una piramide propria vicino a quella del consorte ma da Sesostri I in poi, esse vennero inumate nella stessa piramide del sovrano, in appartamenti destinati a loro, con la sepoltura dei propri vasi canopi e del loro ka.
Il terzo appartamento era il più misterioso e ricco di simbologie in quanto dedicato al culto del ka dei defunti.
Presentava tre cappelle maggiori dedicate al ka del sovrano, cinque nicchie orientate a sud similmente a quelle presenti nel tempio funerario di Chefren, le cappelle del ka delle regine e un'ulteriore nicchia non terminata probabilmente per il tracollo dell'edificio. Nella cappella della regina ignota furono rinvenuti dei vasi canopi.
Per improvvise esigenze cultuali, il terzo appartamento venne creato in corso d'opera sporgente oltre la base della piramide. Questo fatto potrebbe confermare l'esistenza di grandi cambiamenti religiosi tra cui nuovi dogmi riguardanti l'akh, il ka ed il ba, tra cui la destinazione delle anime e l'orientamento delle loro sepolture.

## Cripta sepolcrale

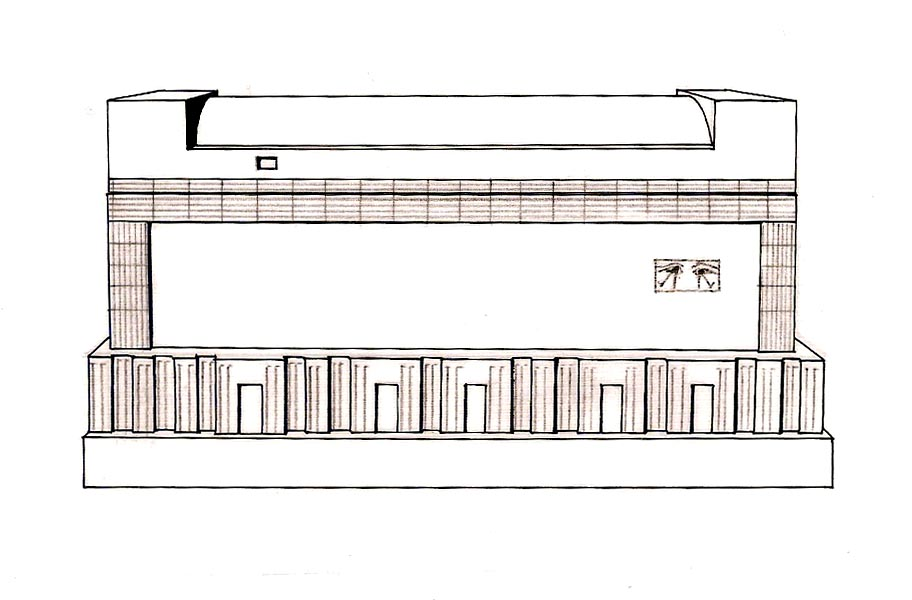
Sarcofago reale di Amenemhat III

La cripta del sovrano costruita in pietra è unita a quelle delle regine tramite un dedalo di corridoi sotterranei il cui scopo era quello di consentire al sovrano defunto di poter far visita alle sue spose anche nell'oltretomba.
È costituita da una grande sala in calcare con soffitto a pseudovolta ed ospita un sarcofago monolitico in granito rosso con i bordi dei lati decorati con modanatura a stuoia di papiro e, come consuetudine per i sarcofagi del Medio Regno presenta all'altezza della testa, sul lato orientale, gli occhi udjat che guardano verso il sole nascente. Esso poggia su un alto zoccolo decorato a facciata di palazzo.

## Peribolo

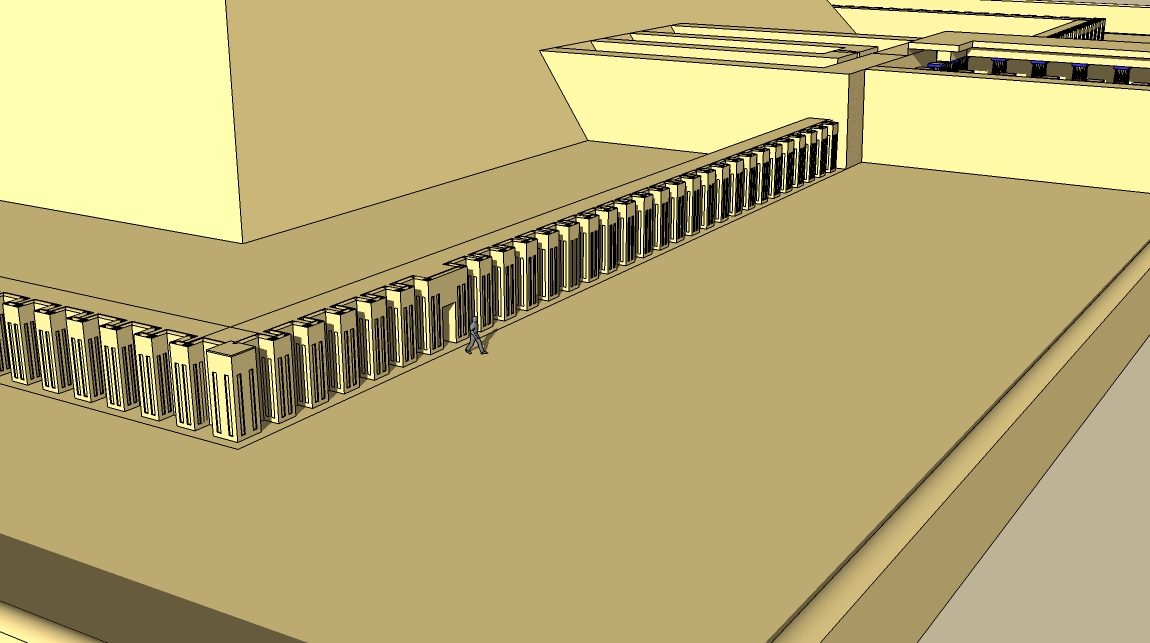
Cinta muraria a facciata di palazzo

La piramide è circondata da un peribolo limitato da un doppio recinto con muro in mattoni intonacato che include il tempio funerario, con la cinta muraria più interna decorata a facciata di palazzo.
Tra le due mura, a nord, vennero ritrovate dieci sepolture a pozzo: l'ultima di esse venne usurpata circa un secolo più tardi dal sovrano Auibra-Ḥōr della incerta XIII dinastia – famoso unicamente per la mirabile statua lignea del suo ka ritrovata nel naos della sepoltura – mentre in quella adiacente venne sepolta la principessa Nubhetepet-Ikhered ossia "la giovane", probabilmente figlia di Auibra-Ḥōr.
In questo caso, il fatto che un sovrano appartenente al Secondo periodo intermedio si sia fatto seppellire nei pressi della piramide di Amenemhat III dimostrerebbe ulteriormente l'importanza del regno che quest'ultimo ebbe.

## Altre strutture

### Luogo di culto a nord
Il Luogo di culto a nord cercato anche da Jacques de Morgan non è stato mai rinvenuto anche se gli studiosi sono certi che fosse stato sicuramente realizzato e la causa della sua completa sparizione è da ricercarsi nei ripetuti tentativi di demolizione per trovare l'ingresso agli appartamenti regali con i loro tesori.

### Piramide accessoria
In carenza di ogni traccia litica e di fondazione, per la prima volta a partire dalla III dinastia, non fu edificata la piramide accessoria destinata al culto del sovrano.

### Edifici a nord e sud

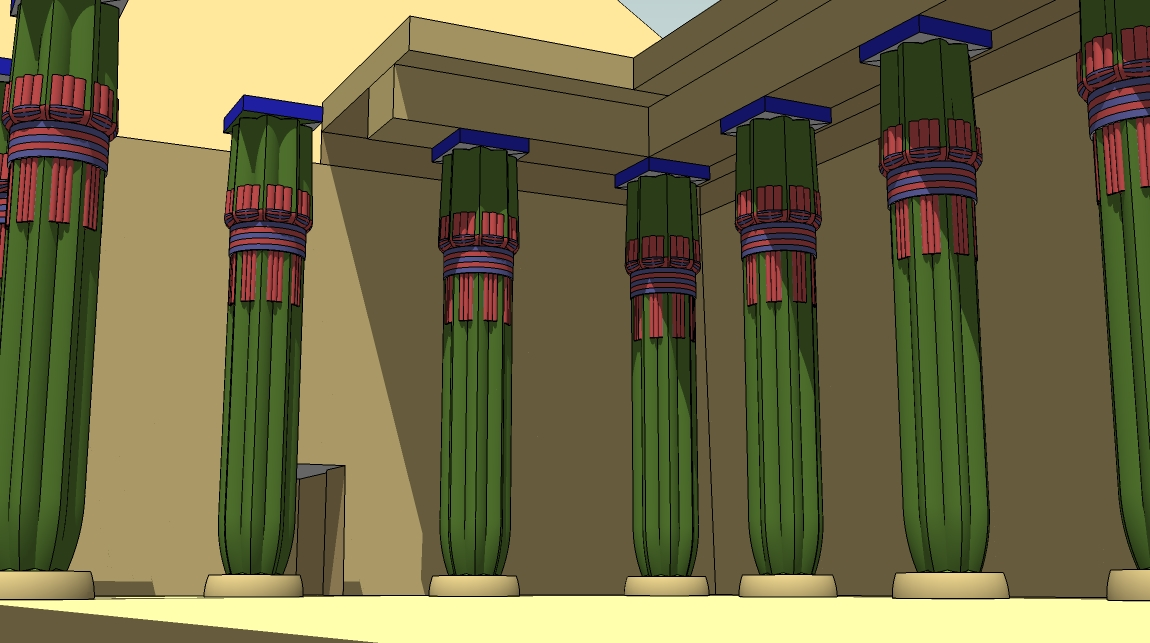
Cortile porticato del tempio funerario con colonne papiriformi e capitello a fiore chiuso

La presenza di tracce di due grandi edifici rettangolari, uno a nord e l'altro a sud, lascia supporre che fossero adibiti rispettivamente ad abitazioni per i sacerdoti e le maestranze.

### Tempio funerario
Il Tempio funerario è realizzato in pietra con struttura molto semplice, con pochi locali, tra cui una sala delle offerte ma presenta un cortile ornato da 18 splendide colonne papiriformi in granito alte circa sette metri e con capitello floreale.

### Rampa processionale
La rampa processionale è presente per circa 300 metri anche se in origine era lunga almeno 600 metri e pavimentata con lastre in calcare. Presenta un ampio slargo formato da due cortili dislivellati e risulta attraversata in direzione nord-sud da una galleria in mattoni con copertura a volta che probabilmente era parte di un sentiero.

### Tempio a valle
Purtroppo non è stata esplorata la fine della rampa processionale per cui non è possibile accertare la presenza del tempio a valle ma gli studiosi ipotizzano che lo slargo presente nella rampa, costituito da due ampi cortili terrazzati, molto probabilmente ospitava proprio questo tempio che era così preservato dalle piene del Nilo.

### Barche solari
Camere per le barche solari dalle notevoli dimensioni e con numerosi residui di legno, sono state rinvenute a sud ed a est del complesso.

## Storiografia
Il complesso fu esplorato fin dal XVII secolo a.C. con Richardson tra il 1816 ed il 1818 a cui seguì l'indagine di Perring e Vyse nel 1839.
Lepsius inventariò la piramide nel 1843, ma solo con De Morgan si iniziarono esplorazioni sistematiche tra il 1894 e il 1906.
Questi trovò solo il sarcofago del sovrano ed un vaso canopo con il nome della principessa Hathorhetepti nell'appartamento reale. In quello delle regine trovò le mummie delle due consorti di Amenemhat III, i vasi canopi e qualche oggetto appartenente al corredo funerario quali unguentari e vasetti per cosmetici.
Dal 1976 al 1979 la spedizione tedesca di Arnold e Stadelmann ha studiato accuratamente il sito fornendo dettagliate descrizioni delle cinque sepolture.